# علم سلوك الحيوان
علم سلوك الحيوان (بالإنجليزية: Ethology)‏؛ هو الدراسة العلميّة والموضوعيّة للسلوك الحيواني، عادةً مع التركيز على السّلوك في ظل الظروف الطبيعيّة، وسلوك المشاهدة كالسمات التكيفيّة التطوريّة. السلوكية هي مصطلح يصف أيضاً الدراسة العلميّة والموضوعيّة للسلوك الحيوانيّ، وعادةً يشير إلى الاستجابات المقاسة للمنبّهات أو الاستجابات السلوكيّة المُدرّبَة في سياق المختبر، دون تركيز خاص على التكيّف التطوّري.
درس العديد من علماء الطبيعة جوانب السلوك الحيوانيّ عبر التاريخ. علم سلوك الحيوان يملك جذوراً علميّةً، كما في أعمال تشارلز داروين وعلماء الطيور الأمريكيّين والألمان في أواخر القرن التاسع عشر وأوائل القرن العشرين، بما في ذلك تشارلز أوتمان، وأوسكار هاينروث، ووالاس كريغ.
تُعتبر ثلاثينيّات القرن العشرين بداية الانضباط الحديث في علم السلوك بشكل عام من خلال أعمال عالم الأحياء الهولندي نيكولاس تينبرغن، وعلماء الأحياء النمساويّين كونراد لورنتس وكارل فون فريش، الحائزان على جائزة نوبل لعام 1973م في الفيزيولوجيا أو الطب.
علم سلوك الحيوان، هو مزيج من العلوم المخبريّة والميدانيّة، مع وجود علاقة قويّة لبعض التخصّصات الأخرى مثل التشريح العصبي، وعلم البيئة، وعلم الأحياء التطوري. يهتمّ علماء سلوك الحيوان عادةً بالعمليّة السلوكيّة لحيوان ما بحد ذاته عوضاً عن التركيز على مجموعة معيّنة من الحيوانات.
الإيثولوجيا مجال سريع النمو؛ منذ فجر القرن الحادي والعشرين، تمّت إعادة فحص العديد من جوانب التواصل الحيوانيّ، كالثقافة، والتعلّم، والحياة الجنسيّة –التي اعتقد المجتمع العلمي منذ فترة طويلة جداً أنها مفهومة-؛ وتمّ التوصّل إلى استنتاجات جديدة، أدّت إلى تطوير حقول أخرى من العلوم، مثل علم الأعصاب.
يمكن أن يكون فهم السلوكيّات أو السلوك الحيوانيّ مهمّاً في تدريب الحيوانات. بالنظر إلى السلوكيّات الطبيعيّة لمختلف الأنواع أو السلالات، يمكن لمدرّب اختيار الأفراد الأكثر ملاءمةً لأداء المهمّات المطلوبة. كما أنها تمكّن المدرّب من تشجيع أداء السلوكيّات الطبيعيّة وكذلك وقف السلوكيّات غير المرغوب فيها.

## أصل الكلمة
مصطلح (Ethology) مشتقّ من اللغة اليونانية، وبالتحديد من كلمتي (Ethos) والتي تعني الشخصيّة، و(Logia) والتي تعني الدراسة. تم تعميم هذا المصطلح للمرّة الأولى في عام 1902م من قبل العالم وليام مورتون.

## العلاقة مع علم النفس المقارن
يدرس علم النفس المقارن سلوك الحيوان أيضاً، إلا أنّه على عكس الإيثولوجيا، ينظر إلى سلوك الحيوانات على أنه موضوعاً فرعيّاً في علم النفس بدلاً من اعتباره جزءاً من علم الأحياء.
من الناحية التاريخيّة، يعتبر علم النفس المقارن أن أبحاث سلوك الحيوان مشابهة لما هو معروف عن علم النفس البشريّ، في حين يشتمل علم السلوك (الإيثولوجيا) على أبحاث حول سلوك الحيوان في سياق ما هو معروفٌ عن تشريح الحيوانات وعلم وظائف الأعضاء والبيولوجيا العصبيّة وتاريخ تطوّر النباتات. علاوةً على ذلك، ركّز علماء النفس المقارنون على دراساتِ التعلّم وبحثوا وناقشوا سلوك الحيوانات في ظروف اصطناعيّة؛ في حين أن علما الإيثولوجيا ركّزوا على السلوك في المواقف والظروف الطبيعيّة، حيث يميلون إلى وصف سلوك الحيوانات بأنّه غريزيّ.

## الغريزة
يعرّف قاموس ميريام ويبستر الغريزة على أنها «نزعة موروثة وغير قابلة للتغيير بشكل كبير عند الكائن الحيّ لتقديم استجابةٍ معقّدةٍ ومحدّدةٍ للمنبّهات البيئيّة دون ذكر السبب».

### أنماط العمل الثابتة
يرتبط اسم كونراد لورينتس ومعلّمه أوسكار هاينروث بتحديد أنماط العمل الثابتة عند الحيوانات. ناقش لورينتس بن هذه الاستجابات الغريزيّة يمكن أن تحدث عند وجود المحفّزات المناسبة التي تسمّى ب«محفّزات الإطلاق». تُعتبر أنماط العمل الثابتة الآن أنها تسلسلات سلوكيّة غريزيّة ثابتة نسبيّاً ضمن الأنواع.
أحد أهم الأمثلة على هذه الأنماط، نقر فراخ بعض أنواع الطيور لمنقار أمّها من أجل تحفيز منعكس إرجاع الطّعام لكي تأكله الفراخ.

## التزاوج والقتال من أجل التفوق
التكاثر الفرديّ هو المرحلة الأكثر أهميّة في انتشار الأفراد أو الجينات داخل الأنواع؛ لهذا السبب، توجد طقوس مُعقّدة للتزاوج، على الرغم من أنها من الأنماط الثابتة إلا أنها قد تكون معقّدة للغاية؛ يمكن اعتبار طقوس تزاوج سمك «أبو شوكة» المعقّدة التي درسها تينبيرغين، مثالاً على ذلك.
في كثير من الأحيان في الحياة الاجتماعيّة، تناضل الحيوانات من أجل الحق في التّكاثر، بالإضافة إلى التفوّق الاجتماعيّ. من الأمثلة الشائعة على القتال من أجل التفوّق الاجتماعيّ والجنسيّ هو ما يُسمّى بنظام التسلّل عند الدواجن؛ في كل مرّة تتعايش فيها مجموعة من الدواجن لفترة زمنيّة معيّنة، تبرز دجاجة مهيمنة. في هذه المجموعات دائماً تهيمن دجاجة واحدة على الآخرين، ومن الممكن أن تهيمن دجاجة ثانية، إلا أنها قد تخيف الجميع باستثناء الدجاجة المهيمنة الأولى.
هذا التسلسل لا يتمّ كسره إلا بدخول أعضاء جدد على المجموعة، عندها يُعاد الصّراع من الصفر من أجل أن تهيمن دجاجة واحدة فقط من جديد.

## العيش في مجموعات
العديد من أنواع الحيوانات، بما في ذلك البشر، تميل إلى العيش في مجموعات. حجم المجموعة هو جانب رئيسي من بيئتها الاجتماعيّة. الحياة الاجتماعيّة هي على الأرجح استراتيجيّة بقاء معقّدة وفعّالة. ويمكن اعتبارها نوعاً من التّعايش بين الأفراد من نفس النوع؛ فالمجتمع يتكوّن من مجموعة من الأفراد الذين ينتمون إلى نفس النّوع، ويعيشون ضمن قواعد محدّدة بشأن إدارة الغذاء، وتوزيع المهام، والأدوار.
عندما بدأ علماء البيولوجيا المهتمّين بنظريّة التطور أولاً بفحص السلوك الاجتماعيّ، ظهرت بعض الأسئلة التي يبدو أنها غير قابلة للإجابة؛ مثل كيف يمكن تفسير ولادة السلالات العقيمة كالنّحل، من خلال آلية متطوّرة تؤكّد على النجاح الإنجابيّ لأكبر عدد ممكن من الأفراد؟ أو، لماذا يوجد أفراد قد تضحّي بحياتها من أجل إنقاذ المجموعة، ضمن الحيوانات التي تعيش في مجموعات صغيرة –مثل السناجب- ؟
هذه السلوكيّات تدلّ على الإيثار بالفعل، لكن ليس كل السّلوكيّات تدلّ على الإيثار، بل يوجد سلوكيّات سيّئة للأسف مثل الانتقام عند بعض أنواع الشمبانزي والإبل.

## أسئلة تينبيرغين الأربعة لعلماء سلوك الحيوان
جادل نيكو تينبيرغين بأنّ علم السلوك يحتاج دائماً إلى تضمين أربعة أنواع من التّفسيرات لأي حالة من السّلوكيّات:
- الوظيفة، كيف يؤثّر السّلوك على فرص الحيوان في البقاء والتّكاثر؟ لماذا يستجيب الحيوان بهذه الطّريقة بدلاً من طريقة أخرى؟
- السببية، ما هي المحفّزات التي تثير استجابة الحيوان؟ وكيف يتم تعديلها؟
- التطوير، كيف يتغيّر السّلوك مع التقدّم في السنّ؟ وما هي الخبرات المبكرّة الضروريّة للحيوان لإظهار السلوكيّات؟
- التاريخ التطوريّ، كيف يقارن السّلوك عند حيوان ما، مع السلوك المماثل في الأنواع الحيوانيّة الأخرى؟ وكيف يمكن أن يكون قد بدأ من خلال عمليّة التطوّر؟

هذه التفسيرات هي تكميليّة وليست حصريّة، كل حالات السلوك تتطلّب تفسيرات تتضمّن هذه المستويات الأربعة.